# Apotema
Apotéma pravilnega mnogokotnika je daljica od središča mnogokotnika do razpolovišča ene stranice. Velja enakovredno, da je daljica od središča pravokotno na eno od stranic. Beseda »apotema« se lahko nanaša tudi na dolžino te daljice. Pravilni mnogokotniki so edini mnogokotniki z apotemo. Zaradi tega bodo vse apoteme v mnogokotniku skladne (kongruentne).
Za pravilno piramido, ki je piramida katere osnovna ploskev je pravilni mnogokotnik, je apotema poševna višina stranske ploskve – to je najkrajša razdalja od vrha do osnovne ploskve na dani ploskvi. Za prisekano pravilno piramido (pravilno piramido, ki ima vrh odstranjen z ravnino vzporedno z osnovno ploskvijo) je apotema višina trapezne stranske ploskve.
Za enakostranični trikotnik je apotema enakovredna daljici od razpolovišča stranice do kateregakoli središča trikotnika, saj pri enakostraničnem trikotniku središča trikotnika sovpadajo kot posledica definicije tega lika.

## Značilnosti
Z apotemo ra se lahko izračuna ploščina poljubnega mnogokotnika z dolžino stranice a po naslednji formuli, ki tudi pravi, da je ploščina enaka apotemi pomnoženi s polovico obsega o (oziroma polobsegom s), ker je na = o in o = s/2:
{\displaystyle p={\frac {nar_{\rm {a}}}{2}}={\frac {or_{\rm {a}}}{2}}=sr_{\rm {a}}\!\,.}
Ta formula izhaja z deljenjem mnogokotnika na n skladnih enakokrakih trikotnikov, pričemer je apotema potem višina vsakega od teh trikotnikov, ploščina trikotnika pa je enaka polovici produkta osnovnice z višino.
Apotema mnogokotnika bo vedno enaka polmeru včrtane krožnice. Je tudi najmanjša razdalja med stranico mnogokotnika in njegovega središča.
S to značilnostjo se lahko enostavno izpelje formula za ploščino kroga, saj, ker se število stranic približuje neskončnosti, se ploščina pravilnega mnogokotnika približuje ploščini včrtanega kroga s polmerom r = ra: 
{\displaystyle p={\frac {or_{\rm {a}}}{2}}={\frac {(2\pi r)r}{2}}=\pi r^{2}\!\,.}

## Izračun apoteme
Apotemo pravilnega mnogokotnika se lahko izračuna na več načinov, od katerih sta tukaj opisana dva.
Apotema ra pravilnega mnogokotnika z dolžino stranice a, ali polmerom očrtane krožnice R, je dana s formulo:
{\displaystyle r_{\rm {a}}={\frac {a}{2\operatorname {tg} (180/n)}}=R\cos(180/n)\!\,.}
Apotema je dana tudi z:
{\displaystyle r_{\rm {a}}={\frac {1}{2}}a/\operatorname {tg} \!\left({\frac {180}{n}}\right)\!\,.}
Obe formuli se lahko uporabita tudi kadar sta znana le obseg o in število stranic n, saj velja {\displaystyle a={\frac {o}{n}}.}